# Vabank 2
Série
Vabank
(1981)
Pour plus de détails, voir Fiche technique et Distribution.
Vabank 2 : La Riposte (en polonais : Vabank II czyli riposta) est une comédie polonaise de 1984 réalisée par Juliusz Machulski. C'est la suite du premier Vabank sorti en 1981. Le rôle principal est tenu par le père du réalisateur, Jan Machulski. 

## Synopsis
L'histoire se déroule dans Varsovie des années 1930.

## Fiche technique
- Titre français : Vabank 2
- Réalisation : Juliusz Machulski
- Scénario : Juliusz Machulski
- Directeur de la photographie : Jerzy Łukaszewicz
- Directeur artistique : Wojciech Wolniak
- Chef décorateur : Jerzy Skrzepinski
- Assistant réalisateur : Jerzy Moniak, Hanna Ostrach, Tadeusz Proc, Ryszard Zatorski
- Ensemblier : Andrzej Przedworski
- Caméraman : Zdzislaw Najda
- Premier assistant opérateur : Andrzej Archacki, Roman Plocki, Józef Skibinski
- Musique : Henryk Kuźniak
- Son : Zygmunt Nowak, Zbigniew Przygodzki, Józef Tomporek, Leszek Wronko
- Montage : Mirosława Garlicka
- Assistant décorateur : Janusz Kaminski, Slawomir Kubiak, Zbigniew Olejniczak, Ewa Skoczkowska, Tomasz Sobczak
- Rédaction : Lena Deptula, Józef Majchrzak
- Maquillage : Malgorzata Karmolinska, Elzbieta Malka, Teresa Tomaszewska
- Costumier : Gabriela Star-Tyszkiewicz
- Société de production : Studio Filmowe Kadr
- Pays d'origine : Pologne
- Dates de sortie : 1984
- Format : Couleurs - 35 mm - mono - (Eastmancolor)
- Genre : comédie et film de casse
- Durée : 101 minutes

## Distribution
- Jan Machulski : Henryk Kwinto
- Leonard Pietraszak : Gustaw Kramer
- Witold Pyrkosz : Duńczyk dit le Danois
- Krzysztof Kiersznowski : Nuta
- Jacek Chmielnik : Moks
- Elżbieta Zającówna : Natalia
- Ewa Szykulska : Marta Rychlińska
- Bronisław Wrocławski : Edward Sztyc
- Józef Para : commissaire Przygoda
- Ryszard Kotys : Melski
- Zbigniew Geiger : Stawiski, secrétaire de Kramer
- Grzegorz Heromiński : adjoint du commissaire Przygoda
- Marek Walczewski : Twardijewicz, chef de prison de Sikawa
- Beata Tyszkiewicz : Baronne, fausse comtesse Żwirska
- Jerzy Matula : Janusz, le réalisateur
- Jan Paweł Kruk : Kovalski, tueur à gages
- Marek Kępiński : Malinowski
- Czesław Przybyła : garde de prison de Sikawa
- Tadeusz Kożusznik : faux garde-frontière polonais
- Eugeniusz Wałaszek : paysan
- Tadeusz Bogucki : avocat de Kramera
- Ewa Biala ; infirmière
- Bogdan Słomiński : faux garde-frontière allemand
- Włodzimierz Musiał : Szpula
- Janusz Kubicki : acteur
- Wojciech Królikiewicz : acteur
- Jerzy Zygmunt Nowak : policier
- Ania Guzek : Justysia, fille de Marta Rychlińska

## Prix et nominations
- Prix des spectateurs au Festival du film polonais de Gdynia en 1985